# リー・クーンチョイ
リー・クーンチョイ（Lee Khoon Choy, 李炯才、1924年 - 2016年2月27日）は、シンガポールの政治家。PAP（People's Action Party、人民行動党）所属。

## 略歴
現マレーシア・ペナン州バターワース（北海）生まれ、客家系である。
太平洋戦争（大東亜戦争）時に抗日の拠点となっていたことで知られる、鐘霊中学（Chung Ling High School）卒業。少年時「抗日キャンペーン」の劇で憎まれる日本人役をした彼の写真は、現地の新聞で取り上げられていたため顔が知られていた。そのため日本軍がシンガポールを占領した時代、舅舅（母方の叔父）の農家のある山間部に1941年から45年まで隠れていた。途中隠れ家が日本軍に見つかったが、日本の警察の手先となって働いていた友人に、反日分子判別の検証で敵性ではないとされた人物の証明書である「良民証」を書いてもらったことで生き延びた。
記者の仕事を経て1959年より政治の世界に入り、リー・クアンユーのPAPに参加。中央執行委員、外交部高級政務部長等を歴任。海外駐在大使としてエジプト、インドネシア、パキスタン、ユーゴスラビア、日本、大韓民国への赴任経験がある。
音楽、絵、執筆と幅広い趣味と活動を持ち、駐日大使として赴任したあとは、熱心に日本とシンガポールの文化交流を推進した。現地での著作は「日本－神話と現実（神話與現實）」「出使八国記」など、複数有り。

## 参考資料
- 南洋華人 サイマル出版会 1987年 ISBN  978-4377307337
- 七ヵ国目の駐日大使―シンガポールの積極外交 サイマル出版会 1985年 ISBN 978-4377306774
- インドネシアの民俗―民族精神をさぐる旅 サイマル出版会 1979年